# Il maggiore Barbara
Il maggiore Barbara è un film del 1941 diretto da Gabriel Pascal, adattamento della commedia omonima di George Bernard Shaw. La pellicola segna il debutto ufficiale di Deborah Kerr.

## Trama
Barbara è la giovane figlia di un ricco industriale, proprietario di una fabbrica di cannoni, che si è arruolata nell'Esercito della Salvezza e lì ha raggiunto il grado di maggiore profondendo grande impegno nella propria missione. Un giorno, un giovane professore di greco di nome Adolphus la sente parlare e finge di essersi convertito alla causa e si arruola anch'egli. Intanto il padre di Barbara è preoccupato per quella che vede come una forma di fanatismo e cerca un modo per riportarla in seno alla famiglia. Poiché l'Esercito versa in gravi difficoltà questi propone alla figlia di accettare una donazione, ma essa rifiuta sdegnata giudicandoli soldi impuri, il suo comandante però non è dello stesso avviso e accetta il denaro proveniente da fabbricanti di alcolici e armi.
Indignata Barbara lascia l'esercito, e Adolfo, bisognoso di lavoro, finisce a lavorare proprio nella fabbrica del padre di lei. Insieme i due giovani ripartiranno da lì con la loro battaglia contro il male.